# Kerékpározás a 2013. évi nyári európai ifjúsági olimpiai fesztiválon
A 2013. évi nyári európai ifjúsági olimpiai fesztiválon a kerékpározásban 4 versenyszámot rendeztek.

## Összesített éremtáblázat
| A 2013. évi nyári európai ifjúsági olimpiai fesztivál összesített éremtáblázata országúti kerékpározásban | A 2013. évi nyári európai ifjúsági olimpiai fesztivál összesített éremtáblázata országúti kerékpározásban | A 2013. évi nyári európai ifjúsági olimpiai fesztivál összesített éremtáblázata országúti kerékpározásban | A 2013. évi nyári európai ifjúsági olimpiai fesztivál összesített éremtáblázata országúti kerékpározásban | A 2013. évi nyári európai ifjúsági olimpiai fesztivál összesített éremtáblázata országúti kerékpározásban | Olimpia  |
| --- | --- | --- | --- | --- | -------- |
| | Ország | Arany | Ezüst | Bronz | Összesen |
| 1. | Olaszország                                                                                               | 2 | 0 | 0 | 2        |
| 2. | Németország                                                                                               | 1 | 1 | 0 | 2        |
| 3. | Norvégia                                                                                                  | 1 | 0 | 0 | 1        |
| 4. | Egyesült Királyság                                                                                        | 0 | 1 | 1 | 2        |
| 5. | Dánia | 0 | 1 | 0 | 1        |
| | Hollandia                                                                                                 | 0 | 1 | 0 | 1        |
| 7. | Fehéroroszország                                                                                          | 0 | 0 | 1 | 1        |
| | Lengyelország                                                                                             | 0 | 0 | 1 | 1        |
| | Oroszország                                                                                               | 0 | 0 | 1 | 1        |
| | | | | |          |
| Összesen                                                                                                  | Összesen                                                                                                  | 4 | 4 | 4 | 12       |

## Férfi
| A 2013. évi nyári európai ifjúsági olimpiai fesztivál érmesei férfi országúti kerékpározásban |                                  |                                      |                                         |
| Versenyszám                                                                                   | Arany                            | Ezüst                                | Bronz                                   |
| Mezőnyverseny (23,7 km)                                                                       | Németország Leo Appelt · 1:52:22 | Hollandia Pascal Eenkhoorn · 1:52:24 | Fehéroroszország Illja Volkaŭ · 1:52:41 |
| Időfutam (9,6 km)                                                                             | Norvégia Erlend Blikra · 12:05   | Németország Leo Appelt · 12:406      | Lengyelország Szymon Sajnok · 12:09     |

## Női
| A 2013. évi nyári európai ifjúsági olimpiai fesztivál érmesei női országúti kerékpározásban |                                      |                                                        |                                                 |
| Versenyszám                                                                                 | Arany                                | Ezüst                                                  | Bronz                                           |
| Mezőnyverseny (23,7 km)                                                                     | Olaszország Martina Alzini · 1:25:55 | Egyesült Királyság Charlotte Broughton · Azonos idővel | Egyesült Királyság Grace Garner · Azonos idővel |
| Időfutam (9,6 km)                                                                           | Olaszország Lisa Morzenti · 13:24    | Dánia Pernille Mathiesen · 13:25                       | Oroszország Ksenija Cimbaljuk · 13:35           |